# These Hopeful Machines
These Hopeful Machines è il sesto album in studio del produttore di musica elettronica statunitense BT, pubblicato nel 2010.
Vi hanno collaborato tra gli altri Jes Brieden, Rob Dickinson e Kirsty Hawkshaw. Il brano The Ghost in You è una cover dei The Psychedelic Furs.

## Tracce
Disco 1
1. Suddenly – 8:06
2. The Emergency – 10:38
3. Every Other Way – 9:40
4. The Light in Things – 10:47
5. The Rose of Jericho – 7:43
6. Forget Me – 9:33

Disco 2
1. A Million Stars – 12:26
2. Love Can Kill You – 5:21
3. Always – 6:12
4. Le Nocturne de Lumière – 11:38
5. The Unbreakable – 10:25
6. The Ghost in You – 7:57